# Крисман (Илиноис)
Крисман (енгл. Chrisman) град је у америчкој савезној држави Илиноис. По попису становништва из 2010. у њему је живело 1.343 становника.

## Демографија
Према попису становништва из 2010. у граду је живело 1.343 становника, што је 25 (1,9%) становника више него 2000. године.
| Група             | 2000.         | 2010.         |
| Белци             | 1.304 (98,9%) | 1.323 (98,5%) |
| Афроамериканци    | 2 (0,2%)      | 3 (0,2%)      |
| Азијати           | 3 (0,2%)      | 6 (0,4%)      |
| Хиспаноамериканци | 4 (0,3%)      | 6 (0,4%)      |
| Укупно            | 1.318         | 1.343         |